# Аргуновка (посёлок)
Аргуновка — поселок железнодорожного разъезда в Бугульминском районе Татарстана. Входит в состав Новосумароковского сельского поселения.

## География
Находится в юго-восточной части Татарстана на расстоянии приблизительно 15 км на северо-восток по прямой от районного центра города Бугульма у железнодорожной линии Ульяновск-Уфа.

## История
Основан в 1940-х годах.

## Население
Постоянных жителей было: в 1958 — 68, в 1970 — 53, в 1979 — 23, в 1989 — 6, в 2002 году 4 (русские 75 %), в 2010 году 1.